# Abd-Al·lah ibn Jàfar ibn Abi-Tàlib
Abd-Al·lah ibn Jàfar ibn Abi-Tàlib (àrab: عبد الله بن جعفر بن أبي طالب, ʿAbd Allāh ibn Jaʿfar ibn Abī Ṭālib) fou nebot del califa Alí ibn Abi-Tàlib.
Va néixer a Abissínia, on el seu pare, Jàfar ibn Abi-Tàlib, predicava l'islam. Fou conegut per la seva generositat, que li va valer el sobrenom de Bahr al-Jud (‘Oceà de Generositat’).
El governador d'Egipte, Qays ibn Sad, es va fer sospitós al califa Alí ibn Abi-Tàlib i aquest, sota consell d'Abd-Al·lah, el va substituir per Muhàmmad ibn Abi-Bakr, l'any 36 de l'Hègira (656-657).
El 680, en pujar al califat Yazid I, els xiïtes de Kufa van convidar al-Hussayn ibn Alí a anar a la ciutat per proclamar-se califa. Abd-Al·lah li va desaconsellar el viatge, sense èxit.
Va morir a Medina, probablement l'any 80 de l'Hègira (699-700), tot i que algunes fonts donen dates més tardanes com els anys 84 o 85 o fins i tot el 87.